# For You (альбом Прінса)
For You — дебютний студійний альбом американського співака та композитора Прінса, виданий 7 квітня 1978 року. Альбом був повністю скомпонований, написаний та спродюсований Прінсом.
Альбом зайняв 163-тє місце в Billboard 200 та 21-ше місце в Billboard Soul. Сингл «Soft and Wet» зайняв 92-ге місце в Billboard Hot 100. Після смерті Прінса альбом зайняв 138-ме місце в Billboard 200.

## Створення альбому
Прінс почав роботу над альбомом у вересні 1977 року в міннеапольській студії Sound 80, де до цього він працював над демозаписами. Друг та продюсер, Девід Рівкін, що надавав допомогу в технічних та інженерних питаннях, розглядався на роль виконавчого продюсера, але Warner Bros. вирішила взяти замість нього Томаса Вікарі, який до цього працював із Карлосом Сантаною. Вікарі не сподобалась студія Sound 80, тож, він запропонував продовжити роботу у лос-анджелеській студії, яка була краще обладнана.

## Список композицій
Автор музики і слів Прінс. 
| Перша сторона | Перша сторона                    | Перша сторона      | Перша сторона |
| #             | Назва                            | Автор              | Тривалість    |
| ------------- | -------------------------------- | ------------------ | ------------- |
| 1.            | «For You»                        |                    | 1:06          |
| 2.            | «In Love»                        |                    | 3:38          |
| 3.            | «Soft and Wet»                   | Prince, Chris Moon | 3:01          |
| 4.            | «Crazy You»                      |                    | 2:17          |
| 5.            | «Just as Long as We're Together» |                    | 6:24          |

| Друга сторона | Друга сторона        | Друга сторона                   | Друга сторона |
| #             | Назва                | Автор                           | Тривалість    |
| ------------- | -------------------- | ------------------------------- | ------------- |
| 6.            | «Baby»               |                                 | 3:09          |
| 7.            | «My Love Is Forever» | Prince, Chris Moon (uncredited) | 4:09          |
| 8.            | «So Blue»            |                                 | 4:26          |
| 9.            | «I'm Yours»          |                                 | 5:01          |